# Coproporphyrinogène III
Le coproporphyrinogène III est un intermédiaire du métabolisme des porphyrines. Il est produit à partir de l'uroporphyrinogène III par l'uroporphyrinogène III décarboxylase et est converti en protoporphyrinogène IX par la coproporphyrinogène III oxydase.